# Żleb

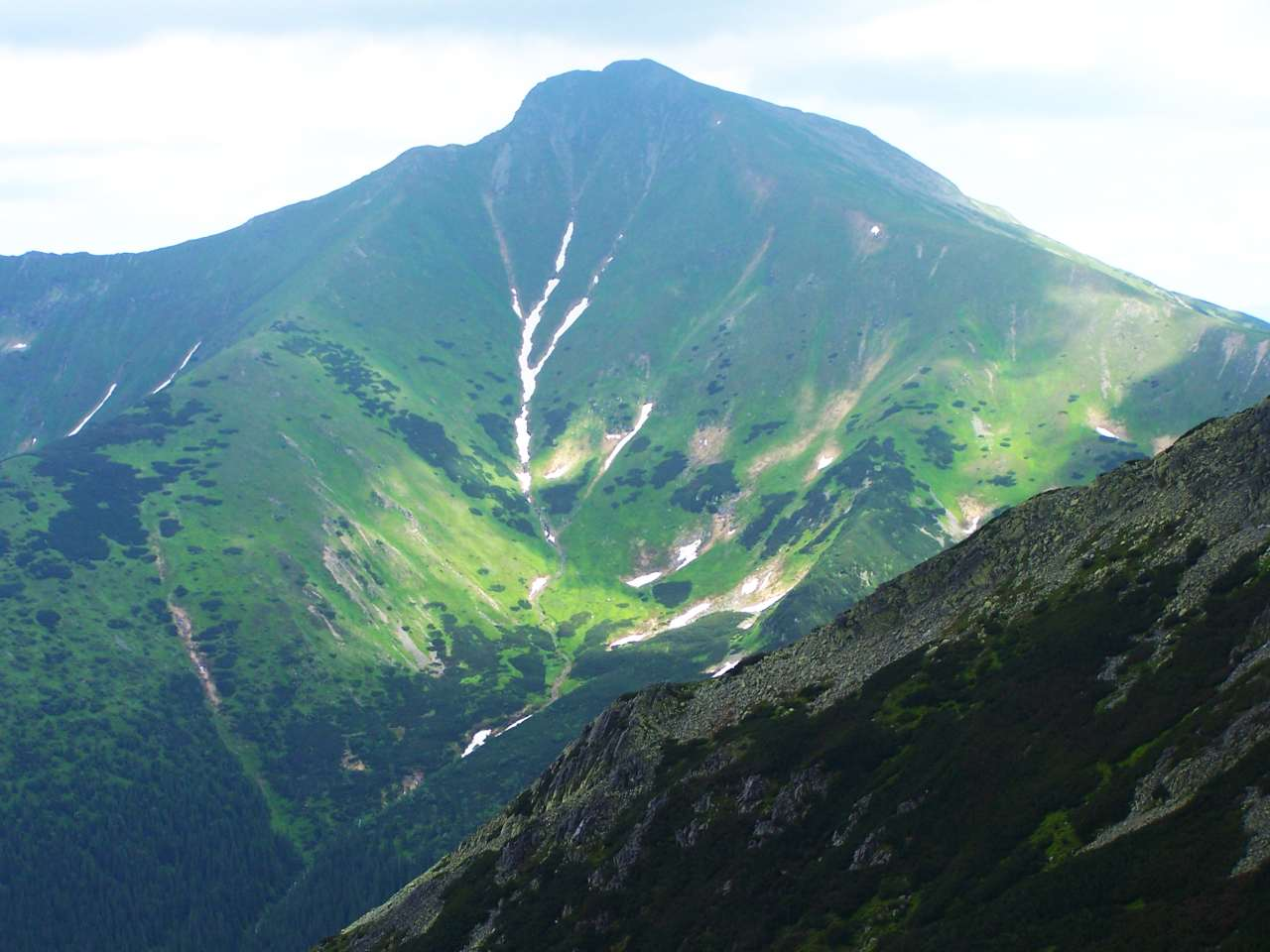
Żleb Babie Nogi w Tatrach

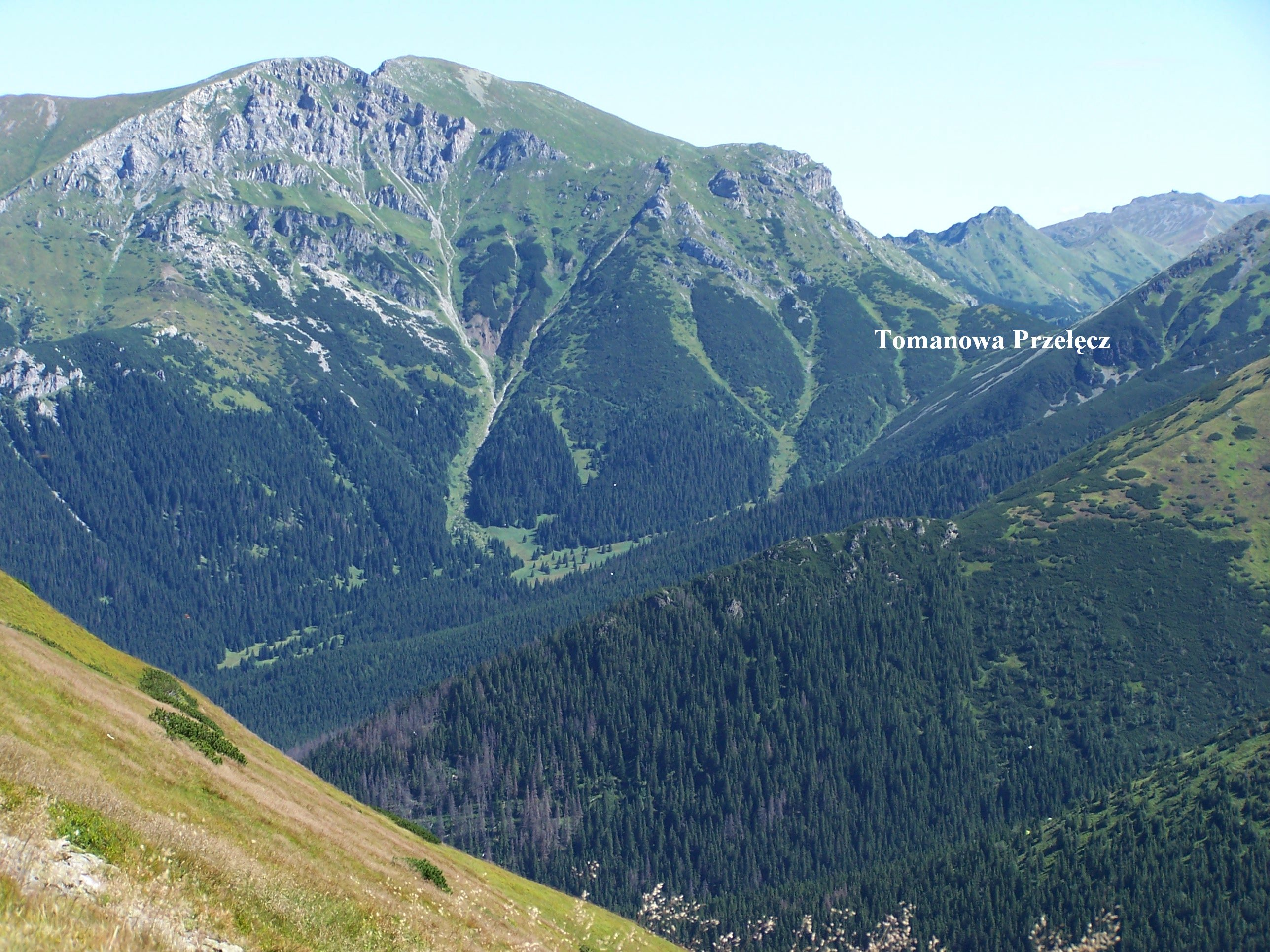
Czerwony Żleb

Żleb (źleb, kuluar) – wklęsła forma rynnowa ukształtowania terenu górskiego. Jest to szerokie i korytowate wcięcie o różnej głębokości w stoku czy ścianie. Powstaje wskutek wietrzenia mechanicznego oraz erozyjnego działania gruzu skalnego, wód opadowych, roztopowych i lawin. Żleby mają niewyrównane dno o profilu zbliżonym do litery V.
Żlebami często spływają z gór potoki, w żlebach zwykle też najdłużej zalega śnieg. Żleby mogą być trawiaste, kamieniste, piarżyste. Czasami mianem żlebu określa się wąskie doliny, nawet całkowicie zalesione, jak np. Staników Żleb w Tatrach. Są takie formy terenu, których zaliczenie do kategorii żlebów nie budzi żadnej wątpliwości. Często jednak nie jest możliwe ścisłe określenie, czy dana wklęsła forma terenu jest doliną, depresją, rynną, kominem czy żlebem; czasami bowiem na różnych odcinkach swojej długości przyjmuje różne postacie. Również przejście między tymi formami ukształtowania terenu jest płynne. Władysław Cywiński np. tak pisze o Żlebie pod Wysranki: Czy to żleb, czy dolinka? Nie ma i być nie może matematycznie ścisłego rozgraniczenia obu tych pojęć.
Żlebami, tak jak i kominami, prowadzą przeważnie najłatwiejsze drogi wspinaczkowe daną ścianą. Zarazem wiodą one terenem najczęściej mokrym i kruchym, a także są narażone na spadające kamienie i lawiny.
Słowo żleb pochodzi z gwary podhalańskiej, w której wymawiane było jako źleb lub źlib. W taternictwie używa się też określeń żlebek lub żlebik (dla małych żlebów) lub żlebisko (dla dużych żlebów). W Tatrach Wysokich za największy (najszerszy) uważany jest Żleb Karczmarza schodzący z masywu Gerlacha do Doliny Wielickiej. Większą wysokość ma Szkaradny Żleb w zachodnim stoku Krywania, a w Tatrach Zachodnich najwyższy jest Masłowy Żleb.
U wylotów żlebów zwykle powstają piargi w których gromadzi się materiał skalny spadający żlebami ze stoków. Często mają one postać stożków piargowych.